# Jessie (Toy Story)

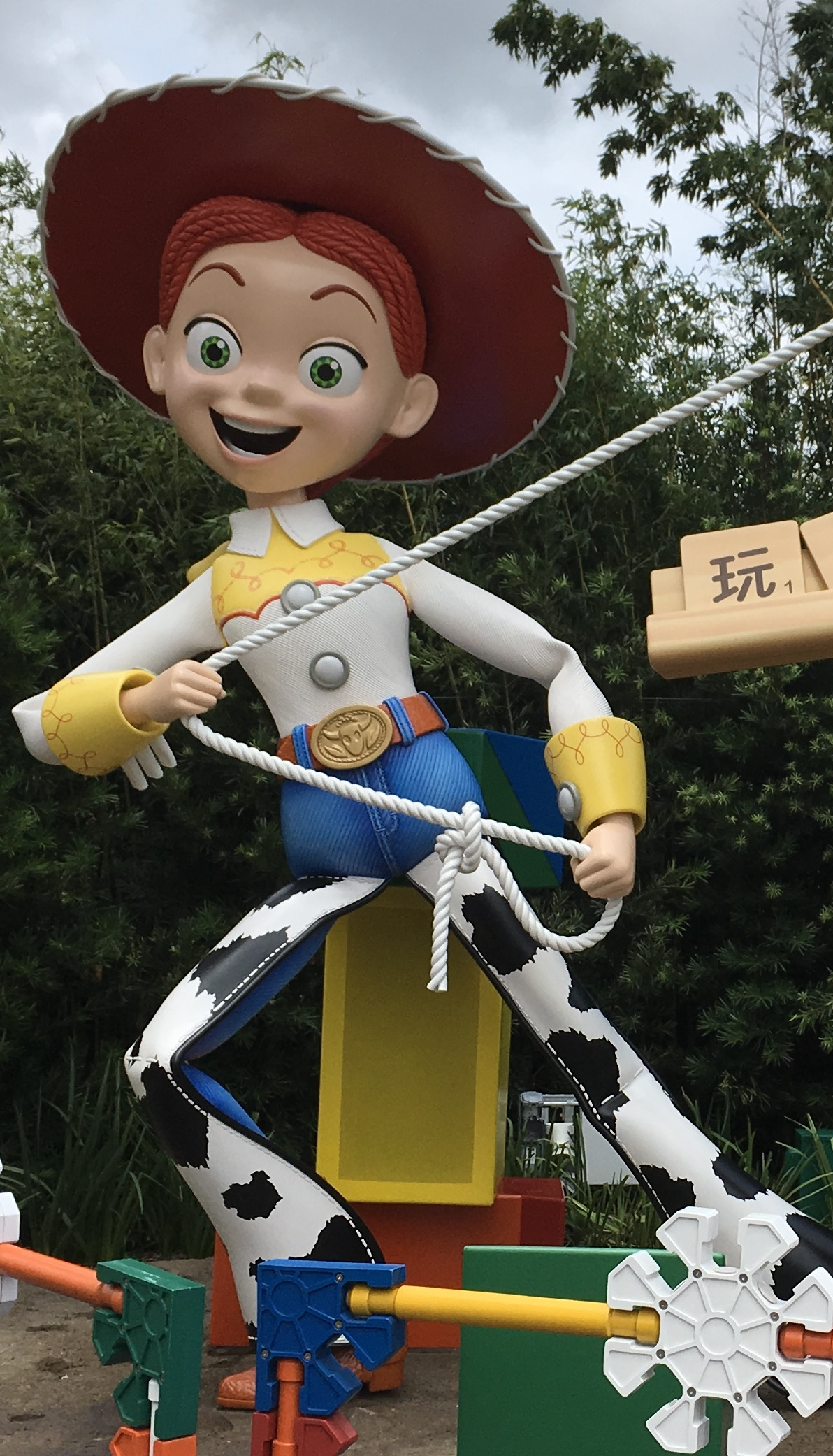

Jessica (Jessie) Jane is een personage uit Toy Story. Ze maakte haar debuut in Toy Story 2. Haar Engelse stem werd gedaan door Joan Cusack (jodelend: Mary Kay Bergman; zang: Sarah McLachlan), in het Nederlands door Angélique de Bruijne (jodelend en zang: Plien van Bennekom) en in het Vlaams door Ann Van den Broeck.
Jessie is een cowboymeisje en een vriendin van Woody. Ze jodelt vaak. Ze heeft een paard als huisdier genaamd Bullebeest (in het Engels Bullseye genoemd), waar ze vaak op rijdt.
Jessie keerde terug in Toy Story 3 en verscheen ook in Toy Story 4.

## In andere media

### Computerspelen
Sinds 2013 is er een verzamelfiguur van het personage Jessie voor het computerspel Disney Infinity. Zodra deze figuur op een speciale plaats wordt gezet, verschijnt het personage online in het spel. De Nederlandse stem wordt voor het spel ingesproken door Angélique de Bruijne.